# Christian Pezey
Christian Pezey est un acteur français, actif à la fin des années 1950 et au début des années 1960.

## Filmographie
- 1957 : Donnez-moi ma chance
- 1958 : Les Tricheurs
- 1959 : Les Cousins
- 1961 : Quai Notre-Dame : Eloi
- 1961 : Les Nymphettes : Lucien
- 1961 : Douce Violence : Olivier
- 1962 : Les Petits Matins : le scootériste